# Хамлин (тауншип, Миннесота)
Хамлин (англ. Hamlin) — тауншип в округе Лак-ки-Парл, Миннесота, США. На 2000 год его население составило 185 человек.

## География
По данным Бюро переписи населения США площадь тауншипа составляет 93,5 км², из которых 92,9 км² занимает суша, а 0,5 км² — вода (0,58 %).

## Демография
По данным переписи населения 2000 года здесь находились 185 человек, 69 домохозяйств и 58 семей.  Плотность населения —  2,0 чел./км².  На территории тауншипа расположено 84 постройки со средней плотностью 0,9 построек на один квадратный километр. Расовый состав населения: 100,00 % белых.
Из 69 домохозяйств в 30,4 % воспитывались дети до 18 лет, в 76,8 % проживали супружеские пары, в 1,4 % проживали незамужние женщины и в 15,9 % домохозяйств проживали несемейные люди. 14,5 % домохозяйств состояли из одного человека, при том 4,3 % из — одиноких пожилых людей старше 65 лет. Средний размер домохозяйства — 2,68, а семьи — 2,98 человека.
29,2 % населения — младше 18 лет, 1,6 % — в возрасте от 18 до 24 лет, 27,6 % — от 25 до 44, 24,3 % — от 45 до 64, и 17,3 % — старше 65 лет. Средний возраст — 40 лет. На каждые 100 женщин приходилось 120,2 мужчин.  На каждые 100 женщин старше 18 приходилось 122,0 мужчин.
Средний годовой доход домохозяйства составлял 30 833 доллара, а средний годовой доход семьи —  31 563 доллара. Средний доход мужчин —  19 375  долларов, в то время как у женщин — 18 125. Доход на душу населения составил 15 948 долларов. За чертой бедности находились 8,5 % семей и 8,8 % всего населения тауншипа, из которых 8,0 % младше 18 лет.